# La Rambla (Córdova)
La Rambla é um município da Espanha na província de Córdova, comunidade autónoma da Andaluzia. Tem 137,8 km² de área e em 2021 tinha 7 515 habitantes (densidade: 54,5 hab./km²).

## Demografia
| Variação demográfica do município entre 1991 e 2004 | Variação demográfica do município entre 1991 e 2004 | Variação demográfica do município entre 1991 e 2004 | Variação demográfica do município entre 1991 e 2004 |
| --------------------------------------------------- | --------------------------------------------------- | --------------------------------------------------- | --------------------------------------------------- |
| 1991                                                | 1996                                                | 2001                                                | 2004                                                |
| 6865                                                | 7199                                                | 7282                                                | 7376                                                |